# Пащенко Сергій Юрійович
Сергій Юрійович Пащенко (рум. Serghei Paşcenco 18 грудня 1982, Тирасполь, СРСР) — молдавський і російський футболіст, воротар клубу «Шериф».

## Клубна кар'єра

### Початок кар'єри
Вихованець тираспольського клубу «Шериф», за який виступав чотири сезони. Також грав за інші молдавські клуби — «Динамо» (Бендери), «Олімпія» (Бєльці) та «Тирасполь».
У 2008 році провів одну гру за російський клуб «Аланія», а в сезоні 2011/12 виступав за оренбурзький «Газовик».
У 2011 році, граючи за «Олімпію», з пенальті забив гол у ворота бендерського «Динамо». Цей гол став його другим з пенальті за кар'єру, перший раз він відзначився, виступаючи за «Шериф» .

### «Малаван»

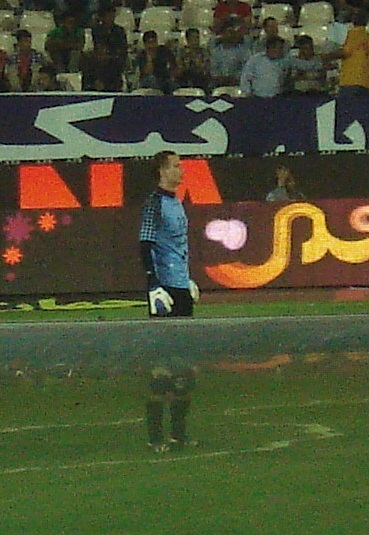
Сергій Пащенко під час виступів за «Малаван». 2013 рік.

З 2012 року захищав кольори іранського клубу «Малаван». Перший матч провів проти «Сепаса» і не пропустив жодного м'яча. В кінці 2013 року покинув «Малаван», як повідомив офіційний сайт клубу, пов'язано це було з сімейними обставинами, які змусили футболіста повернутися в Молдову.

### Повернення у «Шериф»
На початку 2014 року почав тренуватися на турецьких зборах зі своєю рідною командою, «Шерифом». 19 лютого вийшов в стартовому складі на гру проти нижньогородської "Волги " в рамках товариського матчу на зборах. У квітні В'ячеслав Руснак, головний тренер тираспольської команди, заявив, що є юридичні питання з іранської сторони, яка гальмує процес офіційного переходу Пащенко в команду. В результаті лише у червні 2014 року було офіційно оголошено про перехід Пащенка в «Шериф». Після відходу з клубу Луваннора Пащенко став новим капітаном клубу і дебютував в цій ролі 25 липня в грі проти «Тирасполя». 24 травня 2015 роки виграв з командою Кубок Молдови 2014/15. 18 червня стало відомо, що Пащенко залишає команду у зв'язку з закінченням контракту.

### Повернення у «Малаван»
В кінці червня 2015 року ЗМІ повідомили, що Пащенко досяг домовленості про підписання контракту з іранським клубом «Персеполіс», однак через місяць стало відомо, що воротар підписав контракт на один рік з «Малаваном», за який вже виступав з 2012 по 2013 рік.

### «Зоря» (Бєльці)
У лютому 2016 року перейшов в клуб «Зоря» (Бєльці), з яким виграв Кубок Молдови 2015/16. На наступний рік він з командою дійшов до фіналу Кубка Молдови, де з рахунком 0:5 програв «Шерифу».

### «Шериф»
На початку січня 2018 року підписав контракт з тираспольським клубом «Шериф», з яким став кожного сезону здобувати золоті медалі чемпіонату, але основним воротарем не був. З 2020 року став тренером воротарів в рідному клубі «Шериф», паралельно залишаючись і у заявці клубу як резервний воротар.

## Збірна
Сергій Пащенко дебютував за національну збірну Молдови 12 жовтня 2005 року у відбірковому матчі на чемпіонат світу 2006 року проти збірної Італії (1:2), відігравши всі 90 хвилин. Загалом регулярно грав за збірну до кінця 2007 року, після чого на тривалий час втратив місце у головній команді, до якої ненадовго повернувся у 2012—2013 роках, зігравши 4 гри.
10 січня 2017 роки був знову викликаний до складу збірної для підготовки до товариського матчу з Катаром. У грі 17 січня вийшов на поле на 46 хвилині, матч закінчився внічию 1:1. Цього разу грав за збірну до початку 2018 року, коли 26 лютого зіграв свою останню гру за збірну в товариському матчі проти Саудівської Аравії (1:1).
Всього Сергій провів за збірну 20 ігор.

## Особисте життя
Брат Олександр також футболіст, грає на позиції півзахисника, до 2014 року виступав за «Шериф».

## Статистика виступів

### У збірній
Станом на 27 лютого 2018 року
| Збірна  | Сезон  | Матчі | Голи |
| ------- | ------ | ----- | ---- |
| Молдова |        |       |      |
| 2005    | 1      | 0     |      |
| 2006    | 5      | 0     |      |
| 2007    | 6      | 0     |      |
| 2012    | 1      | 0     |      |
| 2013    | 3      | 0     |      |
| 2017    | 3      | 0     |      |
| 2018    | 1      | 0     |      |
| Всього  | Всього | 20    | 0    |

## Досягнення

### Командні
- Чемпіон Молдови (8): 2005, 2006, 2007, 2018, 2019, 2020/21, 2021/22, 2022/23
- Бронзовий призер чемпіонату Молдови (1): 2014/15
- Володар Кубка Молдови (6): 2005/06, 2014/15, 2015/16, 2018/19, 2021/22, 2022/23
- Фіналіст Кубка Молдови (1): 2016/17
- Володар Суперкубка Молдови (2): 2005, 2007
- Фіналіст Суперкубка Молдови (4): 2014, 2016, 2019, 2021
- Володар Кубка чемпіонів Співдружності (1): 2003[26]

### Особисті
- Найкращий воротар Молдови (3): 2005[27], 2006[28], 2014[29]
- Майстер спорту Придністров'я: 2020[19]